# Aleochara suslica
Aleochara suslica (лат.) — вид коротконадкрылых жуков из подсемейства Aleocharinae. Эндемик Украины. Название A. suslica (прилагательное) происходит от видового латинского эпитета крапчатого суслика (Spermophilus suslicus), в норах которого было обнаружено большинство типовых экземпляров.

## Распространение
Украина (побережье Тилигульского лимана, Одесская область).

## Описание
Мелкие коротконадкрылые жуки, длина тела 4 — 7 мм. Обычная окраска: голова, переднеспинка и брюшко чёрные; диск надкрылий чёрный с красноватым задним краем или чёрный с более или менее обширным, слабо очерченным красноватым пятном в задней части; ноги тёмно-коричневые, лапки, а иногда и голени, красноватые до красновато-коричневых; усики чёрно-коричневые. Редко ноги, усики, вершина брюшка и большая часть диска надкрылий могут быть красноватыми. Aleochara suslica отличается от видов группы Aleochara cuniculorum более стройной и параллельной формой тела, более тёмной окраской в среднем слое (особенно ног, а также надкрылий), более длинным первым метатарзомером, формой и хетотаксией VII стернита самца, совершенно иной морфологией эдеагуса (формой вентрального отростка и внутренних структур, более короткой вершинной долей парамера), более заострённым сзади VIII стернитом самки и формой сперматеки. От синтопного Aleochara gontarenkoi вид отличается также более редкой и грубой пунктировкой, особенно переднеспинки. Вид был впервые описан в 2009 году. Aleochara suslica включён в состав подрода Xenochara.